# Heaven and Hell (album)
Heaven and Hell (1975) este cel de al doilea album al compozitorului și artistului grec Vangelis. Albumul este foarte cunoscut datorită utilizării unor piese în coloana sonoră a documentarului lui Carl Sagan, Cosmos.
Heaven and Hell (Rai și iad) este un album predominant clasic, cu influențe etnice, spre deosebire de celelalte albume ale lui Vangelis din aceeași perioadă care sunt clasificate drept rock progresiv. Linia melodică evoluează pe parcursul albumului, episoadele alerte alternând cu cele calme pentru a sugera contrastul rai-iad.

## Lista pieselor
CD-ul audio cuprinde două piese:
1. "Heaven and Hell (part one)" – 21:58 (include "So Long Ago, So Clear" - 4:58)
2. "Heaven and Hell (part two)" – 21:16

Variantele mai vechi de LP-uri, prezintă liste ale pieselor mai detaliate:
- Part One:
  - "Bacchanale" – 4:40
  - "Symphony to the Powers B (Movements 1 and 2)" – 8:18
  - "Movement 3 (from "Symphony to the Powers B")" – 4:03
  - "So Long Ago, So Clear" – 5:00
- Part Two:
  - "Intestinal Bat" – 3:18
  - "Needles and Bones" – 3:22
  - "12 O'Clock (in two parts)" – 8:48
  - "Aries" – 2:05
  - "A Way" – 3:45

So Long Ago, So Clear nu face parte din conceptul de ansamblu al albumului, drept pentru care în versiunea CD-ului a fost prezentată separat drept bonus track.

## Informații album
Toată piesele sunt compuse, aranjate, interpretate și produse de Vangelis. 
Inginer de înregistrări: Alan Lucas. 
Înregistrat în Studiourile Nemo Londra, Anglia, septembrie 1975. 
Versuri si interpretare "So long ago so clear", Jon Anderson, cu participarea Corului de Cameră Englez, dirijat de Guy Protheroe.
Interpretare vocală feminină: Vana Veroutis.